# Mòng biển Saunders
Mòng biển mỏ ngắn hay mòng biển Saunders (danh pháp hai phần: Chroicocephalus saundersi) là một loài mòng biển thuộc họ Laridae. Nó được tìm thấy tại Trung Quốc, Hồng Kông, Nhật Bản, bán đảo Triều Tiên, Ma Cao, viễn đông của Nga, Đài Loan và Việt Nam.
Môi trường sống tự nhiên của nó là các vùng nước cửa sông và các vùng đầm lầy liên thủy triều. Giống như nhiều loài mòng biển khác, theo truyền thống nó được đặt trong chi Larus nhưng hiện nay được coi là thành viên duy nhất của chi Saundersilarus. Nó bị đe dọa do mất môi trường sống. Một trong số ít các khu vực còn quần thể loài này với số lượng lớn là Khu bảo tồn thiên nhiên quốc gia Diêm Thành tại tỉnh Giang Tô với quần thể chiếm khoảng 20% tổng số lượng loài này trên toàn thế giới.

## Hình ảnh

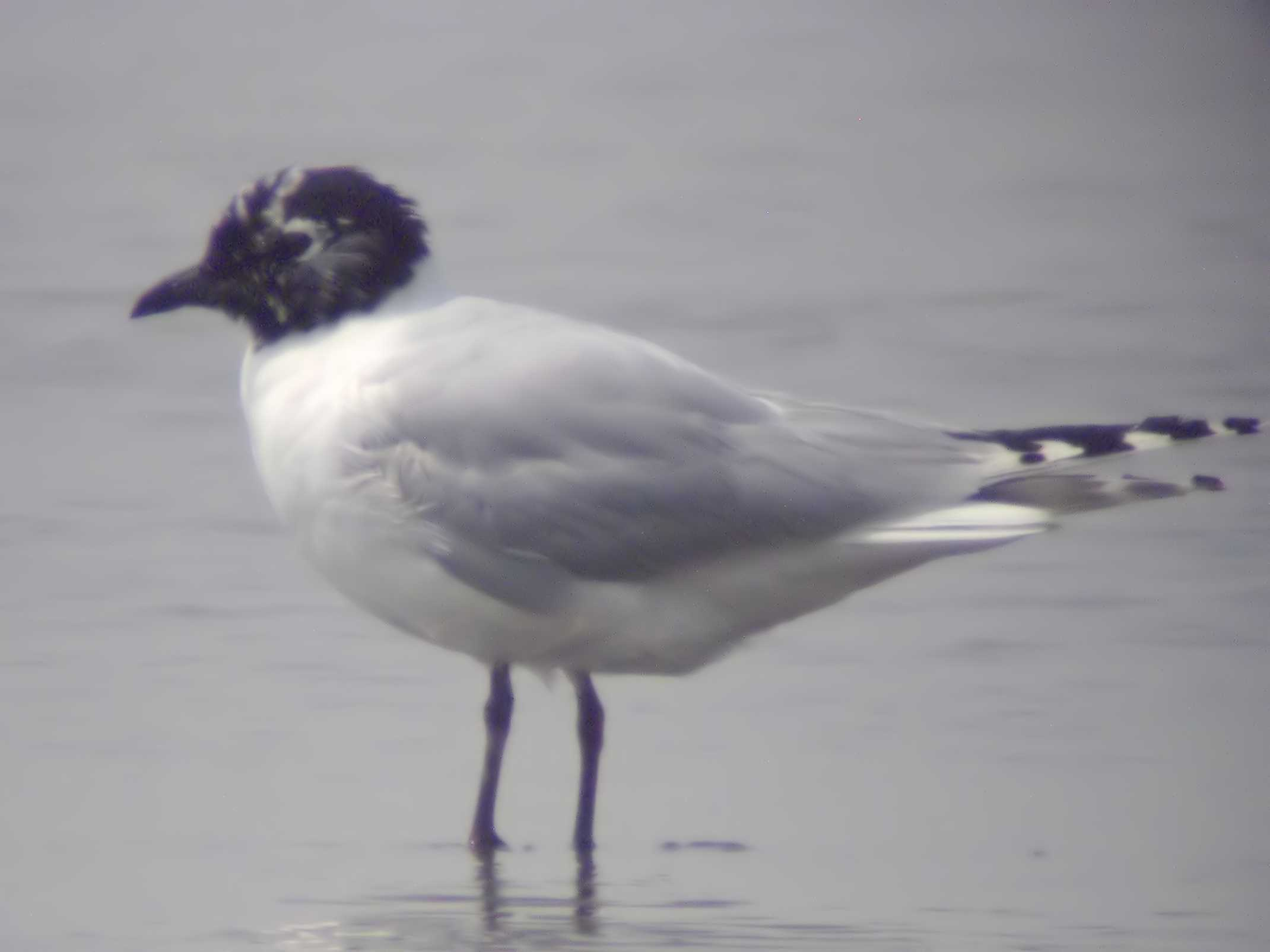
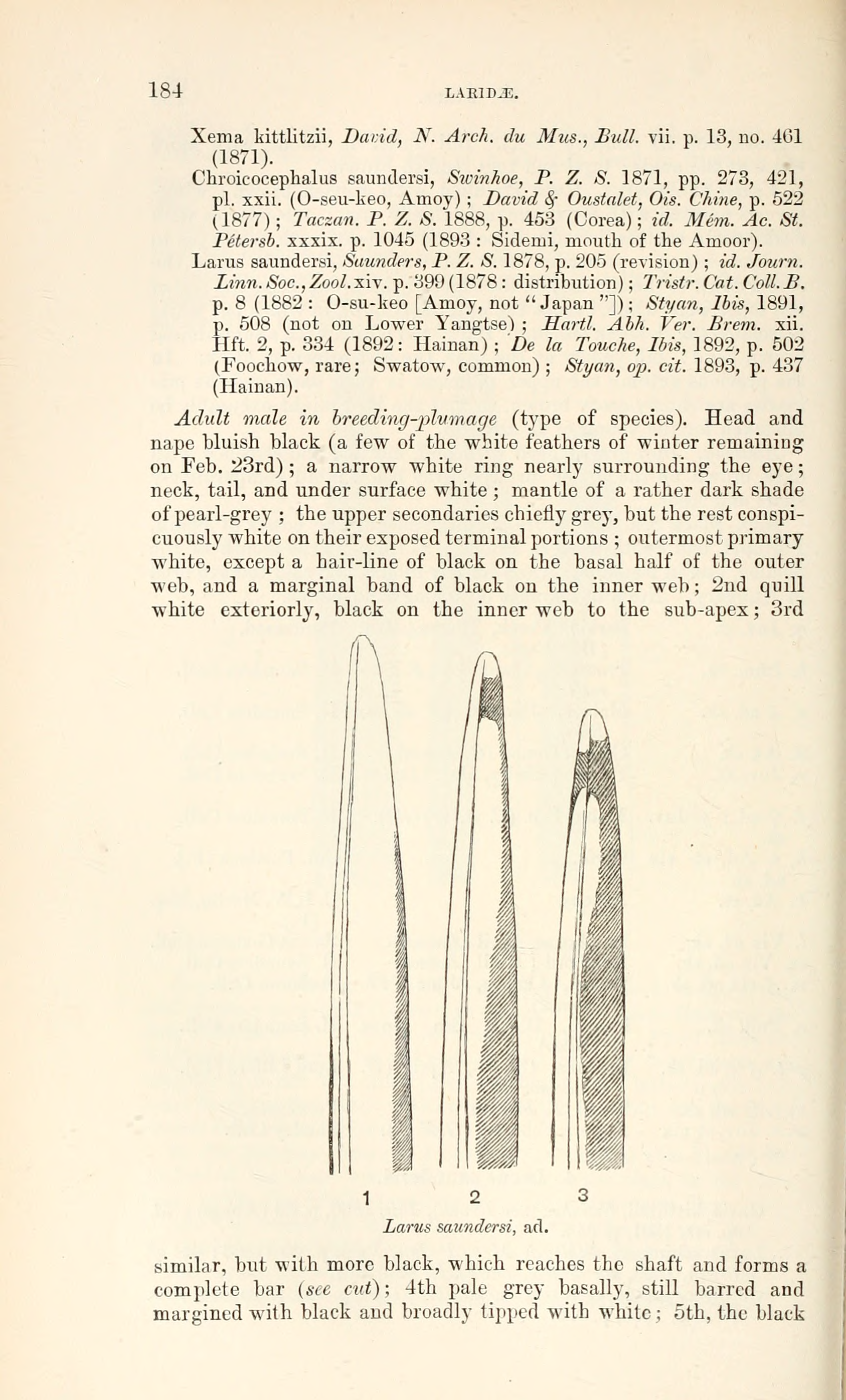
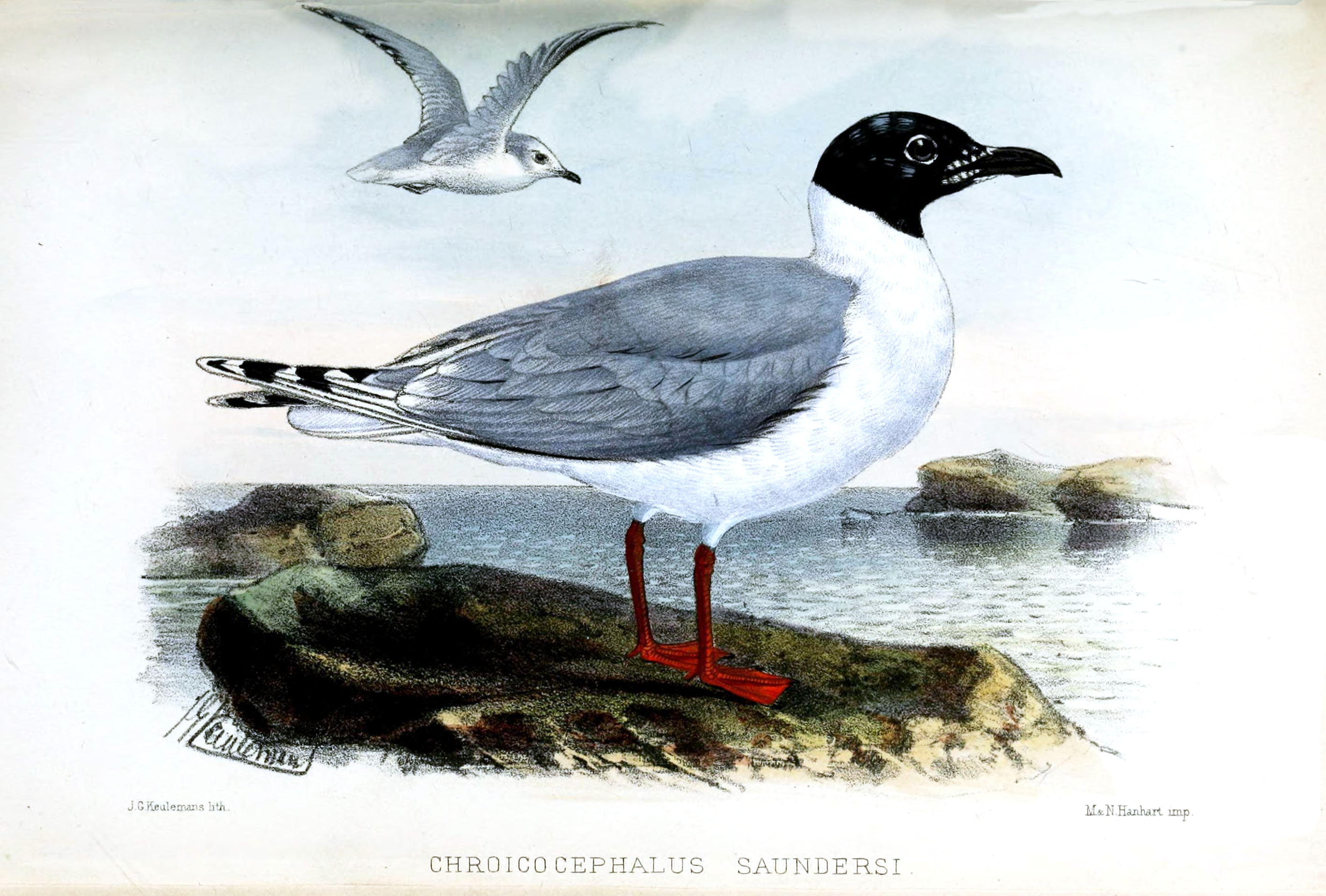
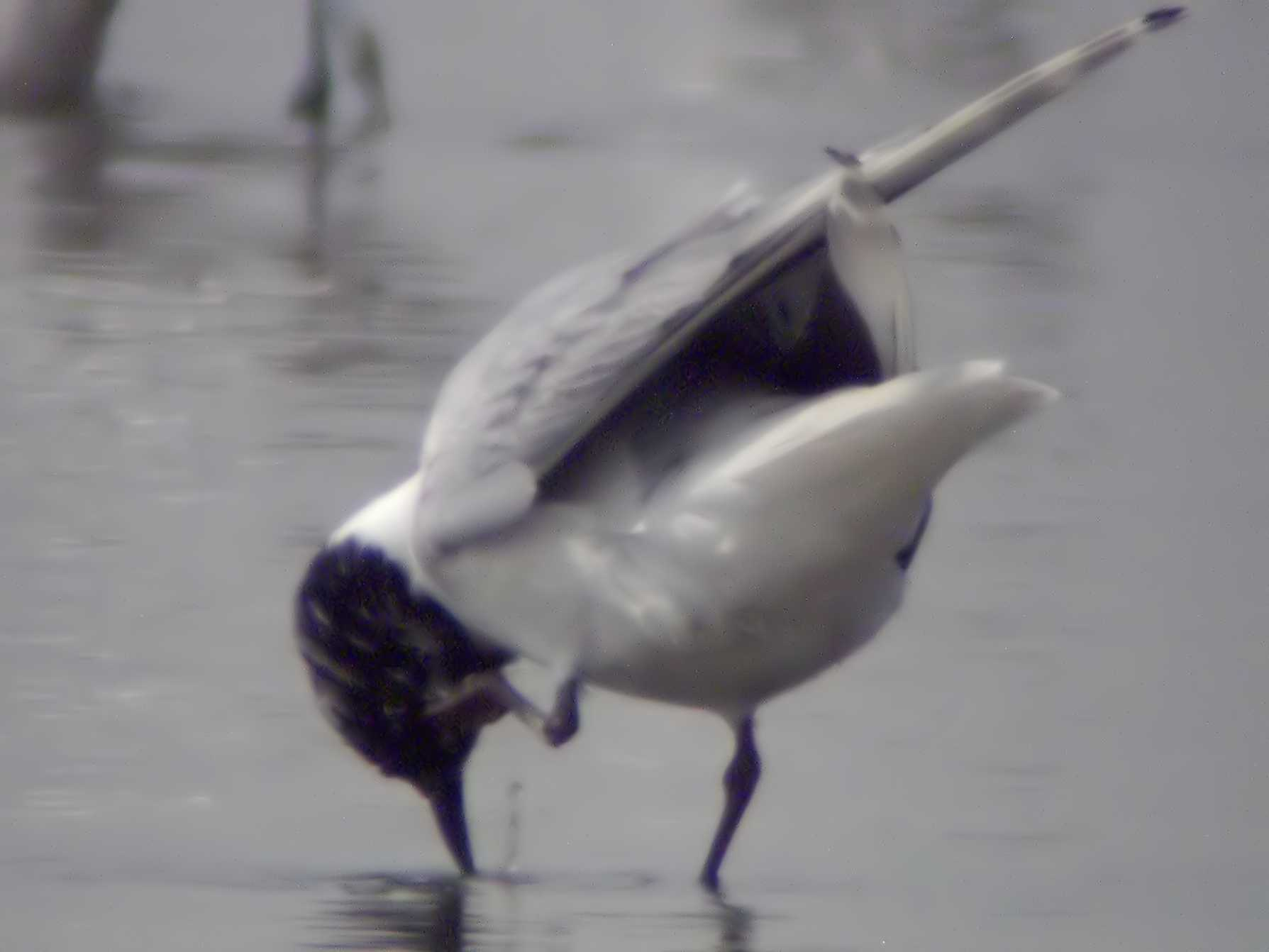